# Technologiefabrik Remscheid

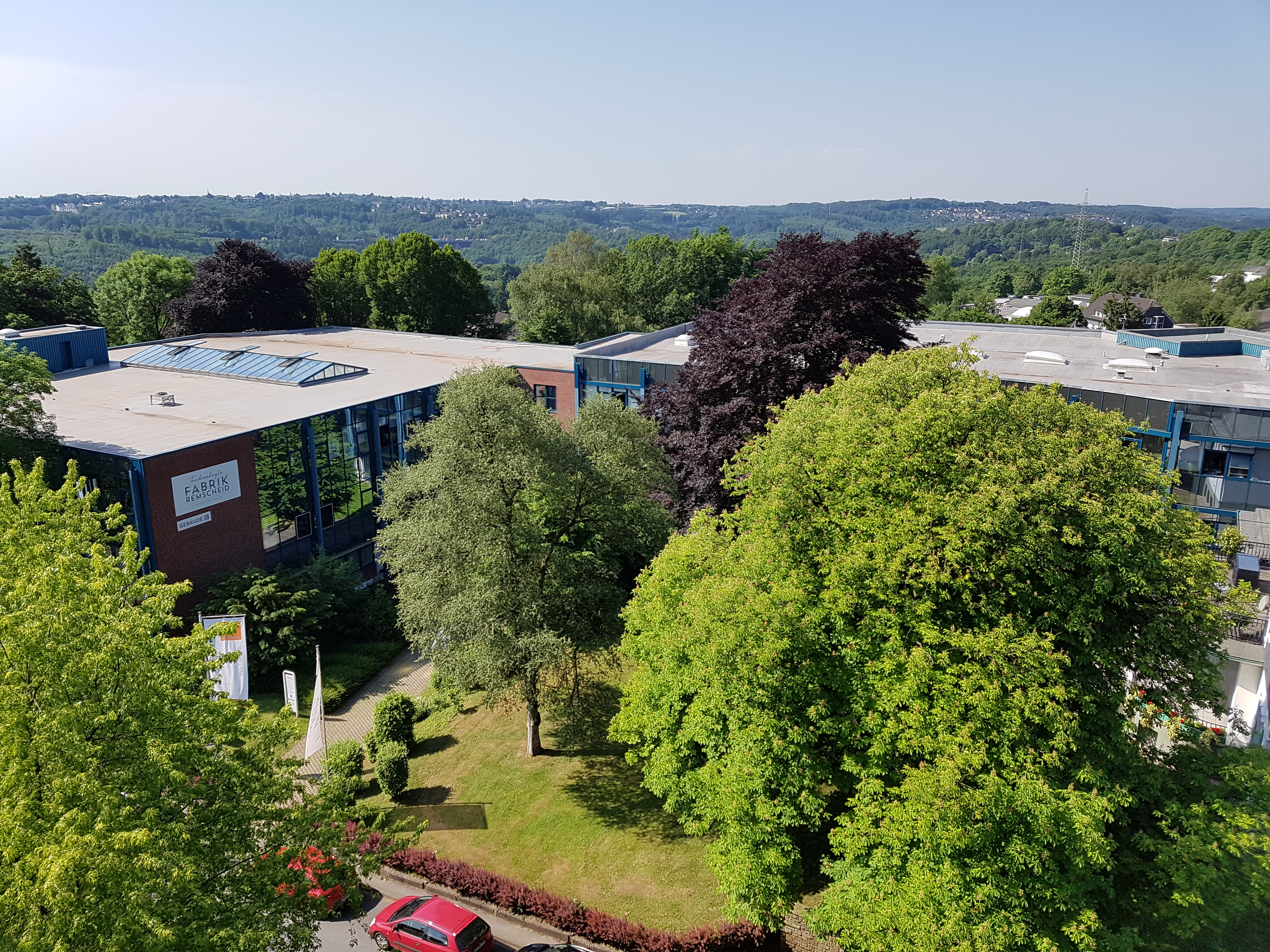
Technologiefabrik Remscheid im Sommer 2017

Die Technologiefabrik Remscheid (TFR) ist ein 1990 als Joint Venture zwischen öffentlicher Hand und Wirtschaft gegründetes Gründer- und Technologiezentrum im nordrhein-westfälischen Remscheid. Es war das erste Gründer- und Technologiezentrum im Bergischen Land.

## Geschichte
Die Technologiefabrik Remscheid wurde 1990 auf Initiative der Stadt Remscheid gemeinsam mit verschiedenen Remscheider Unternehmen als erstes Gründer- und Technologiezentrum im Bergischen Land auf einem rd. 15.000 m² großen Grundstück erbaut. Dazu wurde die Remscheider Wirtschaftsförderungs GmbH gegründet an der sich die Stadt zu 40 Prozent und die Stadtwerke zu zwölf Prozent beteiligten. Der restliche Anteil war im Besitz privater Unternehmen. Nach der Insolvenz der Remscheider Wirtschaftsförderungs GmbH wurde die TFR zunächst von der Firma Klingelnberg übernommen. Später ging sie an die Firma Dala Thirteen GmbH in Düsseldorf. Nach der Insolvenz dieser Gruppe im Jahr 2010, wurde die TFR im Jahr 2014 an das Lenneper Immobilienunternehmen Kobold verkauft.
Bis ins Jahr 2012 war die TFR Sitz der Forschungsgemeinschaft Werkzeuge und Werkstoffe (FGW). Die Technologiefabrik Remscheid nahm bei ihrer Gründung als Konferenz- und Technologiezentrum eine Vorreiterrolle in der Region wahr. Mit ähnlichem Konzept entstanden in der Folge im Bergischen Städtedreieck 1992 in Wuppertal das Technologiezentrum Wuppertal (w-tec) und 1995 in Solingen das Gründer- und Technologiezentrum Solingen (GuT).

## Nutzung
Die Technologiefabrik verfügt neben dem öffentlichen Bistro Genuss Fabrik und Konferenzräumen für bis zu 300 Teilnehmer über insgesamt 11.500 m² Produktions- und Büroflächen zur individuellen Nutzung. In der TFR sind aktuell 42 verschiedene Firmen,  unter anderem Niederlassungen der Thomas Cook AG und Vaillant Deutschland, ansässig. Im Rahmen des Projekts Kunst Fabrik finden in den Räumen der TFR wechselnde Ausstellungen und kulturelle Veranstaltungen statt. Betrieben und verwaltet wird die TFR von der Technologie Fabrik Remscheid GmbH & Co. KG.